# Spirit (musikalbum av Eluveitie)
Spirit är ett album som släpptes år 2007 av folk/pagan metal-bandet Eluveitie.

## Låtlista
1. "Spirit" - 2:32
2. "Uis Elveti" - 4:24
3. "Your Gaulish War" - 5:11
4. "Of Fire, Wind and Wisdom" - 3:05
5. "Aidû" - 3:10
6. "The Song of Life" - 4:01
7. "Tegernakô" - 6:42
8. "Siraxta" - 5:39
9. "The Dance of Victory" - 5:24
10. "The Endless Knot" - 6:58
11. "Andro" - 3:41